# مبدل حرارتی صفحه‌ای

تصویر شماتیکی از یک مبدل حرارتی صفحه‌ای.سیال گرم از بین دو صفحه که با رنگ قرمز نشان داده شده عبور می‌کند و سیال سرد از بین دو صفحه‌ای که با رنگ آبی نشان داده شده می‌گذرد.

مبدل حرارتی صفحه‌ای(به انگلیسی: Plate heat exchanger) نوعی مبدل حرارتی است.این مبدل حرارتی با استفاده از تعداد زیادی صفحات فلزی نازک،موجب تبادل حرارت بالا بین سیال گرم و سرد می‌شود.اساس عملکرد این نوع مبدل به این شکل است که از دو جهت مخالف سیال سرد و گرم وارد مبدل می‌شوند.سیالات وارد شده به صورت یکی در میان بین صفحات فلزی جریان می‌یابند و با یکدیگر تبادل گرما می‌کنند.از مزایای ویژه‌ای مبدل عبارت است از:
1. انتقال حرارت بهتر و بازدهی بالاتر نسبت به سایر مبدل‌ها
2. قابلیت تغییر سطح تبادل حرارت
3. فضای اشغال شده کمتر
4. تعمیر و نگهداری آسان
5. و حجم کم مایع ذخیره شده در داخل مبدل

#### مشخصات فنی مبدل حرارتی صفحه ای واشردار ویرا

##### ۱- اجزاء تشکیل دهنده مبدل های حرارتی صفحه ای واشردار
• فریم ثابت
• فریم متحرک
• سطوح تبادل دما
• واشر آببندی سطوح تبادل دما
• مجموعه پیچ های محکم کننده
• ميله راهنمای بالا
• ميله راهنمای پایین
• پایه نگهدارنده جلو

##### ۲- شرایط کاری مبدل های حرارتی صفحه ای واشر دار
•حداکثر فشار کاری:٢٠ bar
•حداکثر دمای کاری:۲۰۰ ᵒC
•مواد اولیه سطوح تبادل دما : انواع استیل ضدزنگ ، آلیاژهای تیتانیوم ، الیاژهای نیکل
•مواد اولیه واشر های تبادل دما : NBR , EPDM , HNBR , SILICON , VITON

##### ۳- استانداردهای طراحی و ساخت مبدل های حرارتی صفحه ای واشردار
• API 662 که توسط انجمن نفت امریکا تدوین شده است و برای طراحی و ساخت مبدل های حرارتی صفحه ای واشردار استفاده می گردند.
• ASME Sec VIII که برای طراحی مکانیکی مبدل های حرارتی و مخازن تحت فشار استفاده می گردد.

## همچنین ببینید
- انتقال گرما
- LMTD
- ویرا